# Sefora
Sefora sau Tzipora (în ebraică צִפּוֹרָה, greacă Σεπφώρα, Sepphōra Ṣīpōrā, „pasăre”; arabă صفورة, Ṣaffūrah) este menționată în Cartea Exodului ca soția lui Moise, și fiica lui Ietro, preotul și prințul din Midian.
Ea este mama celor doi fii ai lui Moise, Eliezer și Gerșon.
În Cartea Cronicilor, doi dintre nepoții ei sunt menționați: Șebuel, fiul lui Gerșon, și Rehabia, fiul lui Eliezer.

## CarteaExodului
În Tora, Sefora a fost una dintre cele șapte fiice ale lui Ietro, un păstor kenit care era preot din Midian. În Exodul 2:18, Ietro este numit și Reuel, iar în Cartea Judecătorilor (Judecători 4:11) Hobab. Hobab este și numele fiului lui Ietro în Numeri 10:29.

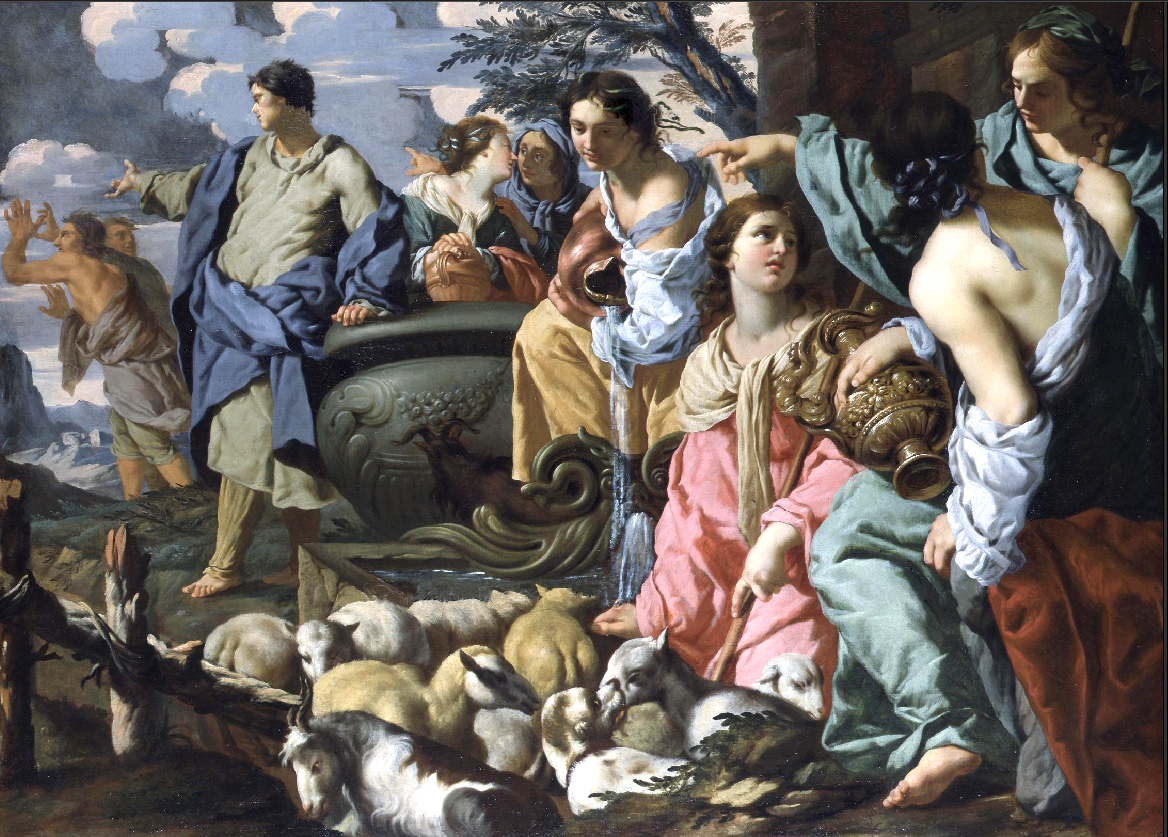
Moise și fiicele lui Ietro de Sigismondo Coccapani

În timp ce evreii erau prizonieri în Egipt, Moise a ucis un egiptean care lovea un evreu, fapt pentru care Faraon a căutat să-l ucidă pe Moise. Prin urmare, Moise a fugit din Egipt și a ajuns în Midian. Într-o zi, în timp ce stătea lângă o fântână, fiicele lui Reuel au venit să adape turmele tatălui lor. Au sosit alți păstori și le-au alungat pe fete, pentru ca ele să-și adape mai întâi turmele lor. Moise le-a luat apărarea fetelor și le-a adăpat turmele. La întoarcerea lor acasă, tatăl lor le-a întrebat: „Cum de ați venit atât de repede astăzi?”. Fetele au răspuns: „Un egiptean ne-a scăpat din mâna păstorilor; ba încă ne-a scos apă și a adăpat turma.” „Și unde este?”, le-a întrebat Reuel. „De ce l-ați lăsat pe om [acolo]? Chemați-l să mănânce”. Reuel i-a dat apoi lui Moise pe Sefora ca soție (Exodul 2:11-21).

### Plecarea în Egipt

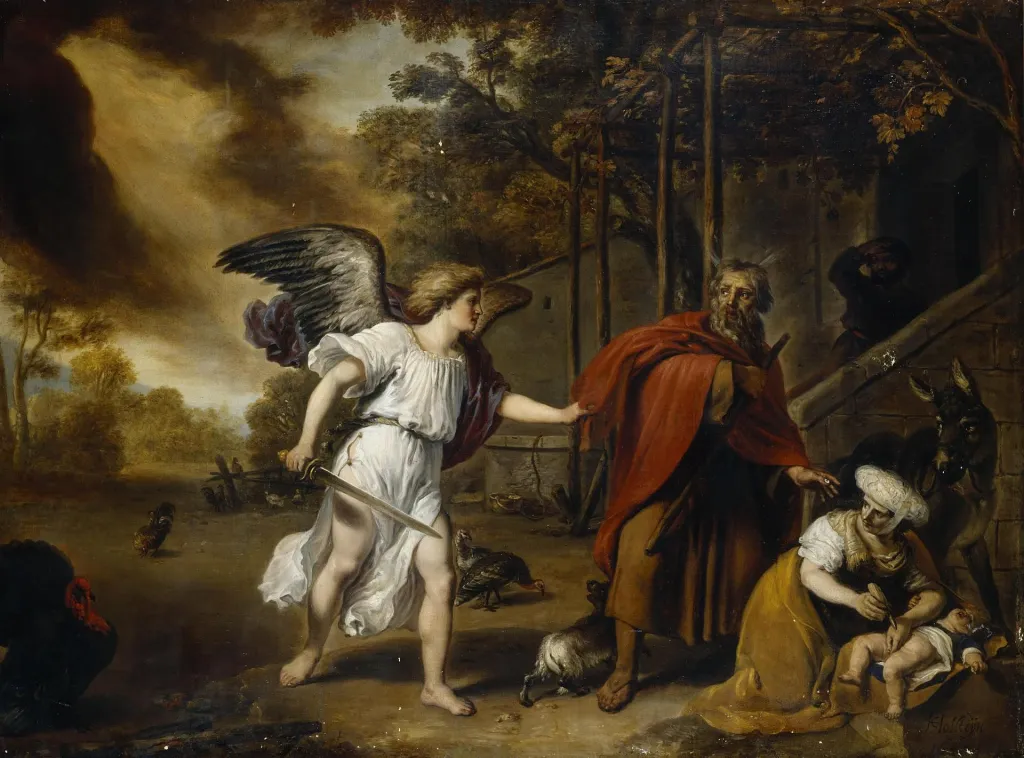
Sefora este protagonista unui episod la care se face aluzie în trei versete din Cartea Exodului. Acest pasaj mult dezbătut este una dintre cele mai perplexe enigme ale Torei.

După ce Dumnezeu i-a poruncit lui Moise să se întoarcă în Egipt pentru a-i elibera pe israeliți, Moise și-a luat soția și fiii și a pornit în călătorie. Pe drum, au rămas la un han, unde Dumnezeu a venit să-l ucidă pe Moise. Sefora și-a circumcis repede fiul cu o piatră ascuțită și a atins picioarele lui Moise cu prepuțul, spunând: „Negreșit, tu ești pentru mine soț-de-sânge!”. Dumnezeu l-a lăsat apoi pe Moise în pace (Exodul 4:24-26). Detaliile pasajului sunt neclare și supuse dezbaterii.
Cercetătorii rabinici au oferit o serie de explicații. Cele mai vechi interpretări iudaice deduc aproape în unanimitate că Moise nu și-a circumcis fiul, supărându-l astfel pe Dumnezeu și provocând atacul, dar acțiunea rapidă a Seforei de a-și tăia fiul îl liniștește pe Dumnezeu și pune capăt confruntării. Talmudul prezintă acest episod pentru a sublinia primatul poruncii biblice ca tații să-și taie la timp fiii (fie în ziua a opta, fie cu prima ocazie după aceea), astfel încât nici măcar cineva cu meritele și statutul lui Moise nu era scutit de pedeapsa cu moartea pentru că a întârziat, chiar și pentru scurt timp, circumcizia fiului său.

### Exodul
După ce Moise a reușit să-i scoată pe israeliți din Egipt și a câștigat o bătălie împotriva lui Amalec, Ietro a venit în tabăra evreilor din pustiul Sinai, aducând-o cu el pe Sefora și pe cei doi fii ai lor, Gerșon și Eliezer. Biblia nu menționează când Sefora și fiii ei s-au alăturat lui Reuel/Ietro, ci doar că, după ce a auzit ce a făcut Dumnezeu pentru israeliți, a adus familia lui Moise la el.

## Religia druză
În religia druză, tatăl lui Sefora, Ietro, este venerat ca fiind fondatorul spiritual, profetul principal și strămoșul tuturor druzilor. Moise a primit permisiunea de a se căsători cu Sefora după ce a ajutat la salvarea fiicelor lui Ietro și a turmei lor de păstorii rivali. Druzi proeminenți, cum ar fi Amal Nasser el-Din și Salman Tarif, shaykh important al druzilor, au afirmat că acest lucru îi face pe druzi să fie înrudiți cu evreii prin căsătorie. Acest punct de vedere a fost folosit pentru a reprezenta un element al relației speciale dintre evreii israelieni și druzi.

## Sefora în artă
La fel ca multe alte personaje biblice proeminente, Sefora este reprezentată în mai multe opere de artă.
În povestirea lui Marcel Proust, Swann (1913), Swann este frapat de asemănarea dintre Odette, viitoarea sa soție, și pictura lui Sandro Botticelli care o reprezintă pe Sefora într-o frescă din Capela Sixtină, iar această recunoaștere este catalizatorul obsesiei sale pentru ea.
Sefora este adesea inclusă în drame legate de Exod. Printre exemple se numără filmele Cele zece porunci (1956), Prințul Egiptului (1998), și Exodus: Zei și regi (2014). Ea este personajul principal în romanul lui Marek Halter Zipporah, soția lui Moise (2005).